# Jurij Garnajew
Jurij Aleksandrowicz Garnajew (ros. Юрий Александрович Гарнаев, ur. 4 grudnia?/17 grudnia 1917 w Bałaszowie, zm. 6 sierpnia 1967 w Le Rove) – radziecki lotnik wojskowy i pilot doświadczalny, Bohater Związku Radzieckiego (1964).

## Życiorys
Od 1934 mieszkał w miejscowości Łosnaja (obecnie Czechow w obwodzie moskiewskim), do 1936 uczył się w technikum industrialnym w Podolsku, 1936-1938 pracował jako tokarz w zakładzie remontu wagonów, w 1938 ukończył aeroklub w Mytiszczi. Od 1938 Służył w Armii Czerwonej, w 1939 ukończył wojskową szkołę lotniczą w Engelsie, był lotnikiem pułku myśliwskiego w Zabajkalskim Okręgu Wojskowym, a 1940-1942 pilotem-instruktorem zabajkalskiej wojskowej szkoły lotniczej w Ułan Ude. 
Od 1942 służył na Froncie Zabajkalskim, w 1945 uczestniczył w wojnie z Japonią jako szturman (nawigator) 718 pułku lotnictwa myśliwskiego Frontu Zabajkalskiego, brał udział w operacji chingańsko-mukdeńskiej, wykonując 11 lotów bojowych Jakiem-9. Później służył jako szturman pułku lotnictwa myśliwskiego na Dalekim Wschodzie, w październiku 1945 został zwolniony ze służby w stopniu starszego porucznika. W grudniu 1948 został skazany na pozbawienie wolności i do kwietnia 1958 był więziony, pracując m.in. w fabryce MWD w mieście Woroszyłow (obecnie Ussuryjsk), po zwolnieniu z więzienia od kwietnia do października 1948 kierował klubem w Norylsku, dokąd był zesłany po opuszczeniu więzienia. Ostatecznie został zwolniony w październiku 1948, potem 1949-1950 pracował jako technik w Lotniczym Instytucie Badawczym w mieście Żukowskij w obwodzie moskiewskim, później był kierownikiem klubu w tym mieście, od stycznia do grudnia 1951 pracował jako spadochroniarz-badacz Lotniczego Instytutu Badawczego, wykonując 7 próbnych katapultowań i wiele lądowań na spadochronie. 14 maja 1951 wykonał pierwsze w ZSRR katapultowanie w skafandrze. W 1952 został pilotem doświadczalnym Lotniczego Instytutu Badawczego, w 1953 ukończył kursy przy szkole pilotów doświadczalnych, w 1957 wykonał pierwszy lot i przetestował unikalną maszynę latającą "Turbolot". Testował także helikoptery, m.in. Mi-6. Zginął w wypadku helikoptera Mi-6PŻ podczas gaszenia pożaru lasu w Le Rove k. Marsylii. Został pochowany na Cmentarzu Nowodziewiczym. Jego imieniem nazwano ulice w Żukowskim, Moskwie, Czechowie, Ułan Ude i Teodozji oraz szkoły w Bałaszowie i Żukowskim. W Le Rove w miejscu jego śmierci postawiono jego pomnik.

## Odznaczenia
- Złota Gwiazda Bohatera Związku Radzieckiego (21 sierpnia 1964)
- Order Lenina (21 sierpnia 1964)
- Order Wojny Ojczyźnianej I klasy (28 kwietnia 1945)
- Order Czerwonego Sztandaru Pracy (12 lipca 1957)

I medale.